# Paul Wittgenstein (Pianist)

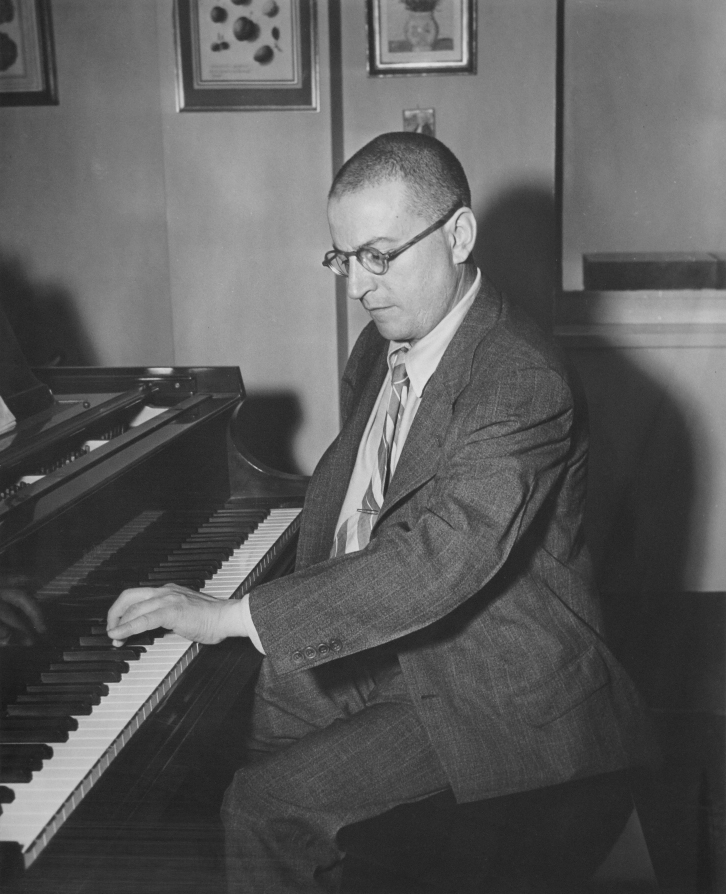
Paul Wittgenstein

Paul Wittgenstein (* 5. November 1887 in Wien; † 3. März 1961 in Manhasset, New York) war ein amerikanischer Pianist österreichischer Herkunft. Trotz des Verlustes seines rechten Armes als Folge einer Kriegsverletzung setzte er seine Karriere fort und gab bei zeitgenössischen Komponisten zahlreiche Klavierwerke für die linke Hand in Auftrag.

## Leben
Paul Carl Hermann Wittgenstein entstammte der deutsch-österreichischen Familie Wittgenstein. Er kam als Sohn des Industriellen Karl Wittgenstein und dessen Frau Leopoldine (geborene Kalmus, 1850–1926) zur Welt und hatte sieben Geschwister. Zwei Jahre später wurde sein Bruder, der spätere Philosoph Ludwig Wittgenstein, geboren. Seine Eltern waren sehr musikalisch, sein Vater spielte Horn und Violine, seine Mutter, eine Schülerin von Karl Goldmark, war eine ausgezeichnete Pianistin. Sein Elternhaus wurde oft von prominenten Persönlichkeiten aus dem Kulturleben besucht, so vermittelte etwa Joseph Joachim die Bekanntschaft zu Johannes Brahms und Clara Schumann. Weitere Gäste waren unter anderen Pablo Casals, Eduard Hanslick, Max Kalbeck, Gustav Mahler, Erika Morini, Arnold Schönberg, Marie Soldat-Röger, Richard Strauss und Bruno Walter oder das Rosé-Quartett, mit denen der junge Wittgenstein zum Teil gemeinsam musizierte; mit Strauss teilte er auch die Vorliebe für die Werke von Louis Spohr.

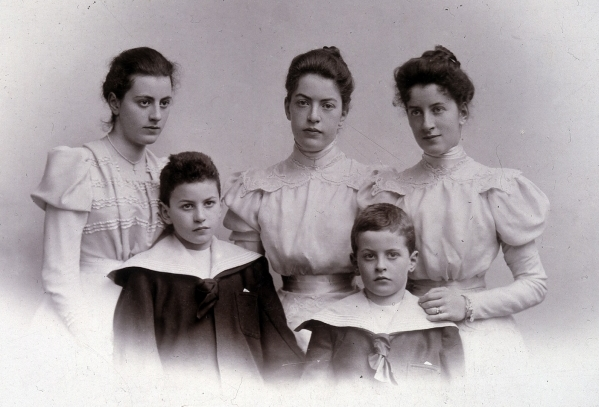
Paul Wittgenstein (vorne links) mit Geschwistern

Paul Wittgenstein studierte bei Malvine Bree und später bei dem berühmten Theodor Leschetizky das Klavierfach. Über sein Debüt am 26. Juni 1913 im Wiener Musikverein erschienen einige beachtenswerte Rezensionen. Mit Beginn des Ersten Weltkriegs wurde er in die Armee eingezogen. Bei einem Angriff in Polen nahe Zamość wurde er verwundet und von russischen Soldaten gefangen genommen, sein rechter Arm wurde amputiert. Dank eines Austauschprogramms des Roten Kreuzes wurde Wittgenstein aus einem Kriegsgefangenenlager in Omsk entlassen und war Weihnachten 1915 wieder in Wien. 1917 wurde er mit der Großen Silbernen Tapferkeitsmedaille der k. u. k. Armee ausgezeichnet. Trotz seiner Behinderung diente er bis 1918 im Stab an der italienischen Front.
Schon während seiner Genesung hatte er beschlossen, seine Pianistenkarriere fortzusetzen, trotz des Fehlens seiner rechten Hand. Dafür betrieb er u. a. die Neuausgabe von Wilhelm Tapperts Fünfzig Übungen für die linke Hand allein und griff auf Kompositionen von Franz Liszt für Géza Graf Zichy zurück. Nach dem Krieg setzte Wittgenstein seine Pläne fort, er studierte intensiv und arrangierte selbst Werke von Bach, Beethoven, Chopin, Grieg, Mendelssohn Bartholdy, Haydn, Meyerbeer, Mozart, Puccini, Schubert, Schumann, Johann Strauss oder Wagner für die linke Hand allein. Er studierte neue Stücke ein, die sein alter Lehrer Josef Labor, der selbst blind war, für ihn geschrieben hatte. Zusätzlich begann er bei bekannten zeitgenössischen Komponisten Werke für Klavier für die linke Hand in Auftrag zu geben. Viele dieser Stücke werden immer noch oft von zweihändigen Pianisten gespielt, sie werden aber auch von Pianisten gespielt, die ebenfalls den Gebrauch ihrer rechten Hand verloren haben, wie etwa zeitweise Leon Fleisher.
1929 komponierte Maurice Ravel für ihn ein Klavierkonzert in D-Dur, das Klavierkonzert für die linke Hand. Es kam allerdings noch vor der Uraufführung zum Eklat, da Wittgenstein den Notentext teils gravierend verändert hatte und Ravel diese Eingriffe ausdrücklich missbilligte. Im Briefwechsel zwischen beiden Künstlern versuchte Wittgenstein sich dahingehend zu verteidigen, dass Interpreten doch keine Sklaven der Komponisten sein dürften. Mit Ravels knapper Reaktion: „Interpreten sind Sklaven“ war jedoch der Bruch endgültig vollzogen.
Von 1931 bis 1938 leitete Wittgenstein am Neuen Wiener Konservatorium eine Klavierklasse. Eine seiner Schülerinnen, Hilde Schania (1915–2001), wurde 1934 seine Geliebte; sie heirateten 1940 in Havanna und hatten zwei Töchter (Elisabeth, *1935; Johanna, *1937) und einen Sohn (Paul-Louis, *1941).
Nach dem Anschluss Österreichs an Nazideutschland versuchte Paul seine beiden Schwestern, Hermine und Helene, zu überzeugen, Wien zu verlassen (Ludwig lebte bereits seit einigen Jahren in England), doch sie weigerten sich, da sie zu sehr an ihrer Heimat hingen und nicht glaubten, dass sich eine so angesehene Familie in wirklicher Gefahr befand. Der Großvater Hermann Christian Wittgenstein war zum Protestantismus konvertiert, der Vater Karl Wittgenstein hatte seine Kinder allerdings römisch-katholisch erziehen lassen, doch für die Nationalsozialisten und ihre Nürnberger Gesetze blieben sie Juden. Erst durch eine Zahlung von 1,8 Millionen Schweizer Franken wurden sie als „Mischlinge“ anerkannt und konnten damit weiterhin in Österreich leben. Wittgenstein selbst war aber nicht bereit, sich mit den Nazis auf irgendeine Weise zu arrangieren. Das „Geschäft“ seiner Schwestern lehnte er ab, was zu einem lebenslangen Bruch mit der Familie führte. Ihm wurde verboten, öffentlich zu konzertieren, und selbst das Unterrichten ohne Bezahlung war ihm untersagt, so dass er sich entschloss, das Land zu verlassen. Er emigrierte 1938 über die Schweiz in die USA.
1946 wurde er US-amerikanischer Staatsbürger. Er lebte in der Nähe von New York City und unterrichtete Klavier in New Rochelle (NY), am Ralph Wolfe Conservatory (1938–1943) und in New York am Manhattanville College of the Sacred Heart (1940–1945).
Paul Wittgenstein starb, als letztes der acht Wittgenstein-Geschwister, 1961 an Herzversagen. Seine Witwe überlebte ihn um vier Jahrzehnte. Nach ihrem Tode gelangte der Nachlass im Umfang von dreieinhalb Tonnen an das Auktionshaus Sotheby’s in London, wo er am 22. Mai 2003 versteigert wurde. Der größte Teil davon befand sich in einem privaten Paul-Wittgenstein-Archiv in Hongkong. Nach Auflösung der Stiftung gelangte der Bestand 2024 ein weiteres Mal zur Auktion. Sein 1941 geborener Sohn Paul-Louis lebt in Österreich.

## Gedenken

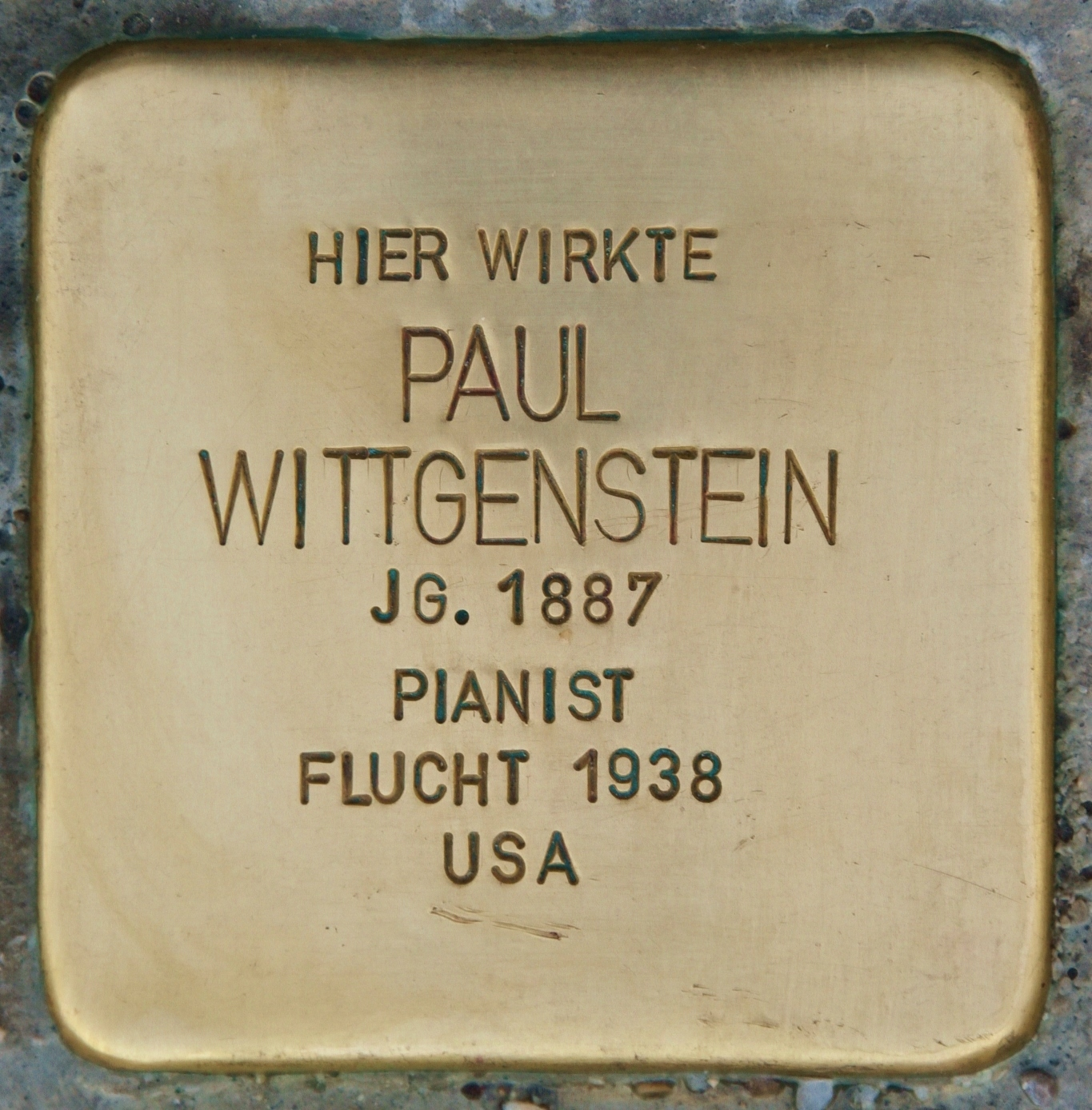
Stolperstein in Salzburg

Am 17. August 2020 wurde durch den Künstler Gunter Demnig vor dem Haus für Mozart in Salzburg ein Stolperstein für Paul Wittgenstein verlegt.

## Kompositionen für Paul Wittgenstein
(Die Uraufführungen wurden alle von Wittgenstein selbst gespielt, soweit nicht anders angegeben.)
- Sergei Eduardowitsch Bortkiewicz:
  - Klavierkonzert e-Moll Nr. 2 für die linke Hand, op. 28; UA in Wien am 29. November 1923, Dirigent: Eugen Pabst.
- Rudolf Braun:
  - Konzert a-Moll (1927/28).
- Walter Bricht:
  - Variations on an Old German Children Song for piano (left hand), flute and cello, op. 40 (1942).
- Benjamin Britten:
  - Diversions für Klavier (linke Hand) und Orchester, op. 21 (1940, rev. Fassung 1954); UA: 16. Januar 1942 in Philadelphia, Academy of Music, The Philadelphia Orchestra, Eugene Ormandy.
- Hans Gál:
  - Klavierquartett A-Dur (1926/27); UA: 1928.
- Leopold Godowsky:
  - Symphonische Metamorphosen über den „Schatz-Walzer“ aus „Der Zigeunerbaron“ von Johann Strauß (Mai 1928); von Wittgenstein nicht aufgeführt.
- Paul Hindemith:
  - Klaviermusik mit Orchester, op. 29 (1923); UA: 9. Dezember 2004 in Berlin; Leon Fleisher, Berliner Philharmoniker, Simon Rattle.[2]
- Erich Wolfgang Korngold:
  - Klavierkonzert für die linke Hand, op. 17; UA: 22. September 1924 in Wien, Wiener Symphoniker, Erich Wolfgang Korngold
  - Suite für 2 Violinen, Violoncello und Klavier (linke Hand), op. 23 (1930); UA: 21. Oktober 1930 in Wien, Mittlerer Konzerthaussaal mit Paul Wittgenstein und dem Rosé-Quartett.
- Josef Labor:
  - Variationen in D-Dur für Klavier linke Hand (1915)
  - Konzertstück für Klavier und Orchester Es-Dur (1923); UA: 10. November 1923 im Wiener Konzerthaus mit dem Wiener Sinfonie-Orchester unter Rudolf Nilius.
- Sergei Prokofjew:
  - Klavierkonzert Nr. 4 B-Dur, op. 53 für die linke Hand (1931); von Wittgenstein nicht öffentlich aufgeführt.
- Maurice Ravel:
  - Konzert D-Dur für die linke Hand (1929/30); UA: 5. Januar 1932 in Wien.
- Felix Rosenthal:
  - Romanze und Impromptu für die linke Hand. Keine Aufführung zu Lebzeiten Wittgensteins bekannt.
- Moriz Rosenthal:
  - Neuer Wiener Carneval nach Themen von Johann Strauß für die linke Hand allein (vor 1935).
  - Fantasie über Gounods Faust (undatiertes Manuskript: „Paul Wittgenstein in Bewunderung zugeeignet von Moritz Rosenthal“).
  - Un poco serioso (undatiertes Manuskript mit Anmerkungen von Wittgenstein).
  - Air de Ballet, Pizzicato-Polka von Léo Delibes in der Bearbeitung für die linke Hand.
- Franz Schmidt:
  - Konzertante Variationen über ein Thema von Beethoven (1923); UA: 2. Februar 1924 im Wiener Konzerthaus mit dem Wiener Sinfonie-Orchester unter Julius Prüwer.
  - Quintett für Klavier und Streichquartett G-Dur (1926).
  - Quintett für Klavier, Klarinette und Streichtrio B-Dur (1932); UA: 16. März 1933 im Wiener Konzerthaus, Schubert-Saal, mit dem Sedlak-Winkler-Quartett, Leopold Wlach, Klarinette, und Herbert Magg, Violoncello.
  - Klavierkonzert Es-Dur (1934).
  - Quintett für Klavier, Klarinette und Streichtrio A-Dur (1938).
  - Toccata d-Moll für Klavier linke Hand alleine (1938).
- Eduard Schütt:
  - Paraphrase für Klavier und Orchester (1929); UA am 27. Juni 1929 in Wien.
- Henry Selbing:
  - Acht leichte und mittelschwere, instruktive und melodische Vortragsstücke für Klavier linke Hand allein.
- Richard Strauss:
  - Parergon zur Sinfonia domestica (1924/25); UA: 6. Oktober 1925 in Dresden.
  - Panathenäenzug. Sinfonische Etüden in Form einer Passacaglia für Klavier (linke Hand) und Orchester, op. 74 bzw. TrV 254 (1927); UA: 16. Januar 1928 in Berlin.
  - Übungen für die linke Hand (1926).
- Jenő Takács:
  - Toccata und Fuge, op. 56 (1951); von Wittgenstein unaufgeführt zurückgesandt.
- Alexandre Tansman:
  - Konzertstück für die linke Hand (1943).
- Ernest Walker:
  - Variations on an Original Theme for piano, clarinet and string trio, o. op. (1933).
  - Study for the Left Hand op. 47 (1931).
  - Prelude (Larghetto), op. 61 (1935).
- Karl Weigl:
  - Konzert für Klavier linke Hand und Orchester (1924).
- Juliusz Wolfsohn:
  - Bearbeitung des Donauwalzers für die linke Hand (um 1930).

## Schriften
- School for the Left Hand. 3 Bände. Universal Edition, 1957.

### Lexikaeinträge
- Felix Czeike: Historisches Lexikon Wien. Verlag Kremayr & Scheriau, Wien 1997, ISBN 3-218-00547-7, (Band 5), S. 668.
- Susanne Blumesberger, Michael Doppelhofer, Gabriele Mauthe: Handbuch österreichischer Autorinnen und Autoren jüdischer Herkunft 18. bis 20. Jahrhundert. Band 3: S–Z, Register. Hrsg. von der Österreichischen Nationalbibliothek. Saur, München 2002, ISBN 3-598-11545-8, S. 1493.
- Peter Stachel: Wittgenstein, Familie. In: Oesterreichisches Musiklexikon. Online-Ausgabe, Wien 2002 ff., ISBN 3-7001-3077-5; Druckausgabe: Band 5, Verlag der Österreichischen Akademie der Wissenschaften, Wien 2006, ISBN 3-7001-3067-8.

### Romane
- John Barchilon: The Crown Prince. 1984. (Roman basierend auf Wittgensteins Leben.)
- Lea Singer: Konzert für die Linke Hand. Hoffmann und Campe, Hamburg 2008, ISBN 978-3-455-40129-5 (Romanbiografie über Paul Wittgenstein).